# Olimpas
Olimpas (em grego:  Ὀλυμπᾶς - "divino") é um dos Setenta Discípulos. Ele foi mencionado em «Saudai a Filólogo, a Júlia, a Nereu e a sua irmã, a Olimpas e a todos os santos que estão com eles.» (Romanos 16:15).
Segundo a tradição cristã, Olimpas estava presente à crucificação de Pedro e foi executado junto com Herodião pelo imperador romano Nero, de acordo com o relato de Simeão Metafrastes para o dia 29 de junho, dia da festa de São Pedro e São Paulo.